# Вулиця Юрія Бутусова
Вулиця Юрія Бутусова — вулиця у Фортечному районі міста Кропивницького.
Пролягає від вулиці Бєляєва до вулиці Івана Олінського.
Названа на честь капітана Збройних сил України Ю. Ю. Бутусова, що загинув під час російсько-української війни на Донбасі. До 2016 року носила назву вулиця Панфіловців на честь бійців 316-ї стрілецької дивізії під командуванням генерал-майора І. В. Панфілова.

## Об'єкти
- буд. № 22б — ВБДР УПД ГУНП України в Кіровоградській області.
- буд. № 18 — Комунальне бюро ритуальних послуг.